# ジャコモ・マイアベーア
ジャコモ・マイアベーア（またはマイヤベーア、Giacomo Meyerbeer, 1791年9月5日 - 1864年5月2日）は、ユダヤ系ドイツ人の歌劇作曲家。本名はヤーコプ・リープマン・ベーア (Jacob Liebmann Beer) 。Signature

## 生涯

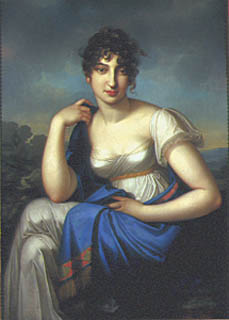
カール・クレッチマーによる母、アマーリエ・ベーアの肖像

裕福な銀行家のユーダ・ヘルツ・ベーア（Juda Herz Beer）とアマーリエ・ベーア旧名：マルカ・リープマン・マイアー・ヴルフ (Malka Liepmann Meyer Wulff)の息子として、ベルリン近郊のタースドルフに生まれる。リープマンが母方、マイアベーアが父方と母方の複合姓である。リープマン・マイアー・ヴルフは母親の父の名前で（ユダヤ教徒にはこの時代有名な家系以外姓というものは存在せず、またユダヤ教では母方を重視する）、この祖父の遺産相続の際に、マイアーをさらにベーアの前に付け加えてマイアベーアと名乗りだした。
兄弟には天文学者のヴィルヘルム・ベーアと劇作家のミヒャエル・ベーアがおり、マイアベーアはミヒャエルの詩による歌曲を残している。

### ドイツ時代
カール・マリア・フォン・ウェーバーとともにダルムシュタットでフォーグラー神父に作曲を学び、さらにクレメンティやアントニオ・サリエリ、ツェルターなどの当時のベルリン音楽界の重鎮に師事する。ピアノ演奏家としては名声を得たが、1812年に『イェフタの誓い』と1813年『主人と客』というドイツ語オペラを初演するが、失敗し1814年に『主人と客』を『二人の太守』に改編して上演するが、これも失敗に終わった。この時点で作曲家としては成功しなかった。

### イタリア時代
マイアベーアは短期間ではあるがイタリア・オペラで成功を収めた一人である。サリエリの勧めで1816年にイタリアへ赴き ヴェネツィアでジョアキーノ・ロッシーニの歌劇『タンクレーディ』を聴いて感動し歌劇作曲家への志を新たにした。パドヴァで『ロミルダとコンスタンツァ』（1817年）で最初の成功を収めた。その後1819年にはトリノで『見出されたセミラーミデ』、ヴェネツィアでの次作『レスブルゴのエンマ』の成功によってミラノ・スカラ座に作品を求められ『アンジュのマルゲリータ』（1820年）を上演、さらに『グラナダからの亡命者』（1822年）によって名声を高めた。1824年にヴェネツィアで『エジプトの十字軍』を初演し、これが圧倒的な成功となってパリ進出を決意した。

### パリ時代

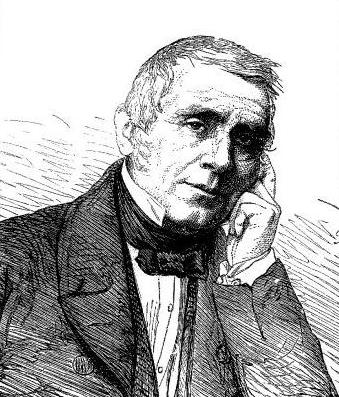
僚友スクリーブ

ルイ16世により、ユダヤ人に完全な市民権が与えられていたため、ユダヤ人にとって当時のフランスでは活躍し易い環境が整っていた。また、著作権についても他国より進んでおり、作曲家の法的立場も保護されていたうえ、パリでは作曲の報酬も高額だった。さらに、フランスの楽器産業が主に1830年代以降長足の進歩を遂げたことが、特に管楽器の分野で、オペラのオーケストラに、それまで使わなかった楽器を取り入れたり、楽器の新しいテクニックを開発すことにつながった。また、パリにはイタリア・オペラ専門の歌劇場であるイタリア座があり、イタリア人の作曲家には進出しやすい状況となっていた。マイアベーアも1825年に『エジプトの十字軍』のパリ公演で名声を博し、1826年からパリに定住し、『悪魔のロベール』（1831年）や『ユグノー教徒』（1836年）、『預言者』（1849年）などの歌劇を発表し、国際的名声を確立し、グランド・オペラの黄金時代を築き上げた。1842年からベルリン宮廷歌劇場の音楽監督に就任。これ以降パリとベルリンを頻繁に行き来することになる。1864年、パリで没した。
マイアベーアはスクリーブと組んで成功したオベール、ジャック・アレヴィと比較して最も劇場的センスを持っていた作曲家で、台本、音楽、演出、舞台、　衣装、合唱、バレエなどあらゆることに目を配り、監督した。また、マイアベーアはドイツ、イタリア、フランスの各オペラ様式を身に付けた作曲家だった。
マイアベーアは18世紀までは資金提供してくれる王侯貴族がオペラの聴衆であったが、19世紀のフランスにおいては新興市民層が主たる聴衆となっており、オペラの産業化を良く理解していた。他の作曲家がこのことを知らなかったわけではないが、銀行家の息子だけあって、オペラの上演自体は事業であり、そのために必要な聴衆の趣向の把握やオペラ座の管理者たちとの連携、宣伝、ジャーナリストへの対応、収益管理などを手際よくこなした。こういった事業運営という領域は作曲家（例えばベルリオーズなど）が得意とするものではないことが多い。ベルリオーズはマイアベーアの作曲技術を高く評価し、自著『現代楽器法および管弦楽法大概論』の中にマイアベーアの譜例を多く引用しているが、「マイアベーアは才能を持って生まれるという幸運に恵まれただけでなく、幸福をつかむ才能もあった」と語っている。

## 音楽

### 作風
彼の楽風は、ロッシーニにより興行的に成功したイタリア歌劇の様式とモーツァルトなどのドイツ歌劇の様式を折衷し、豪華絢爛なグランド・オペラの形式を確立、その後のフランス・オペラの発展やワーグナーにも影響を与えた。歌劇以外の作品としては、ベールマンのために作曲したクラリネット五重奏曲、歌曲、ピアノ小品などがある。

### 作劇法
『ラルース世界音楽事典』によると「マイアベーアによって生み出されたグランド・オペラの主要な特徴な中で最も顕著なのは、おそらく歌手に与えられた地位であろう。全作品を通して、この歌手の選択は脚本を練るうえで、重要で決定的でさえある。彼はその旅の大部分を新しい歌手のオーディションに費やし、契約者のうち一人でも契約を破棄することがあれば、躊躇なく新しい歌手に適するようにその役を作り直し、誰も適当な者がいない場合は、オペラ制作を中断するということまでした。その才能がマイアベーアの業績が密接に結びついていた大歌手の数は多数に上る」。
- マイアベーアに霊感を与えた歌手たち

- ポーリーヌ・ヴィアルド
- アドルフ・ヌーリ
- ジェニー・リンド
- ニコラ・ルヴァッスール
- コルネリー・ファルコン
- ジュリー・ドリュ・グラ
- ジョセフ・ティハーチェク
- フランツ・フェレンツィ（英語版）

### 当時の栄光
当時においては偉大な音楽家、批評家のいずれもが真剣にマイアベーアを高く評価していた。ショーンバーグによると ビゼーはマイアベーアを ベートーヴェンまたはモーツァルトと同列に置き「雷神のような劇的天才」と呼んだ。ハイネは「マイアベーアの母親は神の子を産んだものとして史上2番目の存在である」と書いた。さらに、「マイアベーアは19世紀の大半を通じて、最も人気の高いオペラ作曲家の地位をヴェルディと分け合った－ワーグナーの追撃を退けて、－中略－王族の血を引かぬ者でこれほど多くの叙位叙勲（英語版）を賜った者はいまい」。

## 人物像
『フランス・オペラの魅惑』の著者である澤田肇は「マイアベーアは銀行家であった父親の死去で十分な財産を遺産として受け取り、1826年には裕福な従妹のミナ・モッソンと結婚したおかげで、新作を規則的に発表して生活費を稼ぐという必要はなかったのである。また、この仕事一筋の人間は、遊戯的な恋愛には恐れをなして逃げ出す、妻への愛に忠実な男だった。このためか、どのオペラの中でも純真で誠実な愛の場面では完璧に感動的な音楽を紡ぎ出してしまう。マイアベーアは成功至上主義の俗物と非難されることがあるが、時間をかけてブルジョワジーの聴衆に歓迎される音楽を追求したことがグランド･オペラの確立に貢献したのである」と述べ、。
オペラ研究家の岸純信は「マイアベーアは真摯な人であった。日記で他者の作について記した言葉にもその姿勢は明らかである。何の気負いもなく、感じたままが淡々と綴られ、芸術作品への深い敬意が根付いている」と述べている。

## 衰退

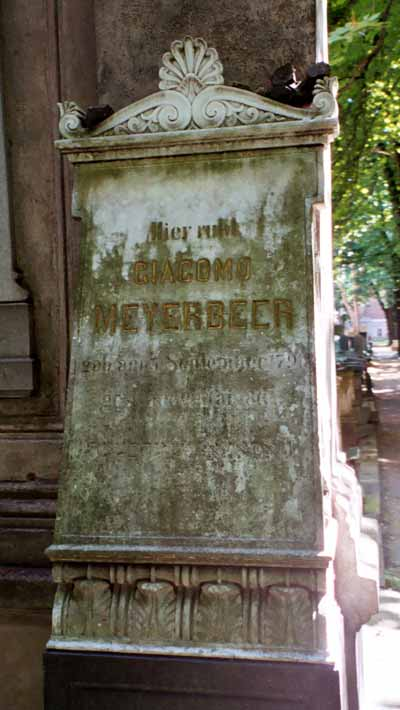
ベルリンのマイアベーアの墓

マイアベーアほど生前の栄華と死後の衰退の乖離が大きい例は珍しいものと思われる。マイアベーアの名声はグランド・オペラのそれと概ね同期しているものと思われる。「20世紀に入るとグランド・オペラが公演演目から消えていくが、一流歌手を集めにくい、上演に費用がかかりすぎる、流行遅れでマンネリ化、新しいタイプの作品が人気を集める、ワーグナー信奉者たちから批判されるなどの理由による」。
「あらゆるオペラの生命とりともいうべき流行の変遷」については止むを得ないところだが、ワーグナー信奉者たちからの批判は実際深刻な影響を及ぼすことになった。

### ワーグナーによる批判
1850年ワーグナーは変名で反ユダヤ主義思想に基づく『音楽におけるユダヤ性』を発表し、名指しはしないまでも完膚なきまでにマイアベーアを叩いていることは有名だろう。ワーグナーのこの考え方は後の批評家だけではなく、ナチス政権に引き継がれることになってしまった。第2次世界大戦終結まで、この政権の支配地域ではユダヤ人の音楽は退廃音楽として弾圧されたため、マイアベーアのオペラも上演されなかった。二度の世界大戦による損失も大規模なグランド・オペラの上演にとってもマイナス要因になったと言えるかもしれない。レイノアは「晩年になって、マイアベーアがワーグナーを援助し損なったことが、ワーグナーの心の中にわだかまりとなって残り、さらにマイアベーアがユダヤ人であることが、ワグネリアンにとっては許し難いことであったのだ」と述べている。

## 後世への影響
『ユグノー教徒』などでグランド・オペラのプロトタイプを確立しただけに、後世への影響は測り知れない。レイノアによれば「19世紀の傑作といわれるオペラでマイアベーアの影響を受けていない作品はほとんどなかった」。レイノアは「ほとんどのワーグナーの舞台作品は、グランド・オペラ風の『リエンツィ』の理念から『パルジファル』の聖杯の騎士の物語にいたるまでマイアベーアに負うところが大きい」と述べている。『オペラ史』を著したD.J. グラウトは「マイアベーアの成功は異常なもので、彼は1830年代と40年代のオペラの作曲に大きな影響を及ぼした。パリについて言えば、その影響は1870年代までも及んでいる」と述べている。

## 評価

### 当時の批判的評価
同時代の作家であるスタンダールからは、「彼はベルリンの裕福な銀行家の息子だが、すすんでイタリアへやってきて、ただの楽長になった」としてロッシーニの亜流の扱いを受け、台本の愚劣さ、博識に裏付けられた非凡な和声的能力、そしてカンティレーナの選択のまずさを指摘されている。またシューマンが露骨に攻撃したことが後世に与えた影響は非常に大きく、その死後作品の評価は急速に低下した。

### 20世紀以降の評価

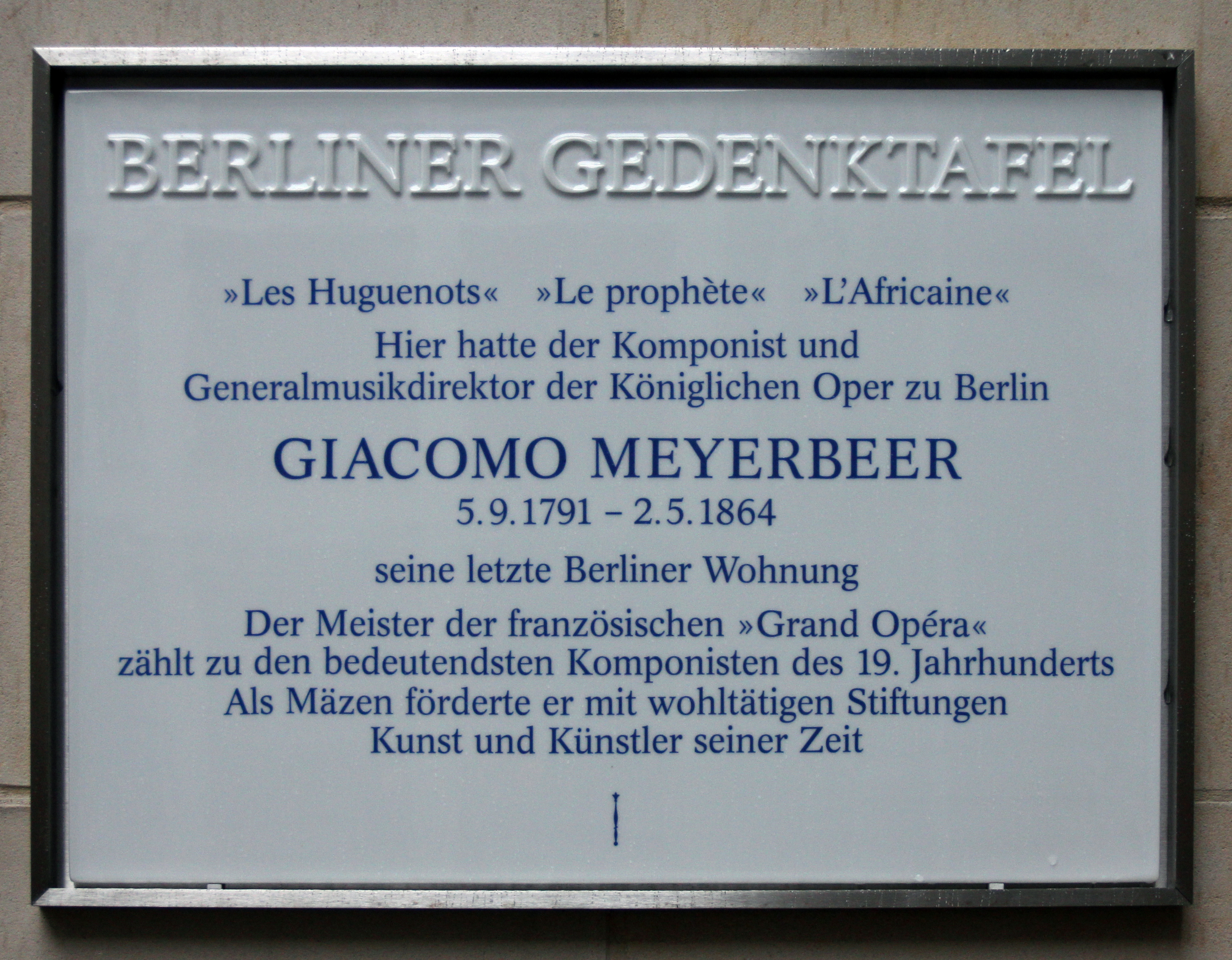
ベルリンのマイアベーアの記念プレート

『オーケストラの音楽史』を著したパウル・ベッカーは「マイアベーアは栄光を手にしたにもかかわらず、「うわべの効果だけを狙った」という根拠のない中傷をいまだ受けている芸術家のひとりである。ワーグナーはマイアベーアのオペラを「理由もなく効果だけを狙った」作品だと酷評している。マイアベーアについては、軽視するような姿勢で臨むのが一種の流行りのようになっているが、彼の作品の技術的な側面のみを認めるのは妥当ではないように思われる。また、彼の作品に対する評価は、評する側の身勝手な関心や評価対象に対する不十分な知識に基づくことが多く、全く信用に値しない。オーケストラの発展という観点から見ると、マイアベーアはヴィルトゥオーゾの時代において最も大きな影響を及ぼした作曲家のひとりであり、純粋に音楽的観点からは最も独創性に溢れた発明家だと言える」と語っている。
さらに、ベッカーは「マイアベーアは独創的で並外れた才能をすべてオペラに捧げた。管弦楽曲は一切書かず、オペラの場合も序曲ではなく、短い前奏曲を書いただけである。彼の創造力を刺激するのは、劇の一場面であり、その音楽は音による舞台装置と言えるかもしれない。スコアをどこか覗いてみれば、音楽で様々なことを説明しようとする意図がうかがわれる。それが彼の最大の特徴である。マイアベーアの音楽は効果を狙いすぎだと常々批判されている。例外は『ユグノー教徒』の第4幕で、ワーグナーが称賛したからだ。しかし、マイアベーアの卓越した音楽センスと、特にオーケストラの扱い方を考えれば、こうした非難はまったく的外れだ」と力説している。
グラウトは「マイアベーアは稀にみる才能に恵まれた融通無碍の作曲家であった劇場音楽の手仕事にかけて、オペラの歴史で彼に並ぶ人は数えるほどしかいない。効果をとらえる達人であった彼は、リブレットに含まれる場面や感動を盛り上げる可能性を最大限に生かそうと意識して努めた。音楽は旋律に富み、技巧的に極めて優れ、リズムは力強く、和声はしばしば創意に溢れ、オーケストレーションや合唱曲の書き方、ソロの扱い方など、どれを見ても才気に満ちている。その上、彼のオペラには美しく、感動深く、まじめで充分敬意を払って良い番号も少なくない」と評価している。
『ラルース世界音楽事典』によると「マイアベーアの成功の重要性と数年間にわたってオペラ界に及ぼした影響は偶然または単なる一時的流行によるものではない。彼の作品中にはすべてが十分に均衡を保った関係にある、特にひとつの壮大なオペラの典型という、細心に練り上げられた構想が現れる。このようにして、ひとつのオペラから他のオペラへと大規模でしかも密度の高いオーケストレーションと合唱だけの場面の取り合わせがみられ、それが堂々たる音のボリュームを生み出しているのに対し、楽器法では独奏パートの恐るべき困難さと、典型的にそして本質的に声楽のための書法が顕著になっている。
マイアベーアは同じくパリで活躍したユダヤ系ドイツ人であるオッフェンバックと比べても、人気の継続性、再評価ともに乏しい点は否めない。邦訳されたシューマンの評論集には、彼の評が十字架のマーク一つだけというものがある。
しかし、マイアベーアは先進的な管弦楽法の扱いには長けており、その音響はワーグナーを明らかに刺激した。『ロマン派の音楽』を著したR.M.ロンイアーはマイアベーアの管弦楽について「ある種のオーケストラの効果を創案したのが、ベルリオーズであったか、マイアベーアであったかを断言することはできない」と述べている。現在では、彼の成功を妬んだ同時代の作曲家による攻撃と、彼が歌劇で行った様々な独創的な試みは、別個に整理するべきであるという態度に変わりつつある。

## マイアベーアのリバイバル
『オペラは手ごわい』の岸純信によれば「ワーグナーの罵詈雑言により、この百数十年マイアベーアの旗色は悪いままである。没後150周年を迎えた2014年現在、彼はおそらく最も幸せな作曲家の一人であろう。ルテリエ(英語)やニコロディ女史の詳論が続々と出版されてその業績が見直され、欧米各地での実演が、世界中から注目を集めているのだから」ということである。また、『新イタリア・オペラ史』を著した水谷彰良によれば「没後にその評価は転落の一途を辿ったが、現在は批判校訂版の作成が進み、全面的な見直しの対象になっている」と説明している。
近年は控え目ながらグランド・オペラとその代表格であるマイアベーアのオペラが見直されつつある。ベルリン・ドイツ・オペラは2012年からマイアベーア・サイクルを開始しており、初年度は『ディノラ』をコンサート形式にて行い録音し、2015年には『ヴァスコ・ダ・ガマ』（『アフリカの女』の初稿）を実現し、2016年11月には『ユグノー教徒』を、2017年12月から2018年1月かけては『預言者』を上演した。
ヴァッレ・ディトリア音楽祭（マルティーナ・フランカ音楽祭）では珍しいオペラを上演しているが、マイアベーアのオペラも時折取り上げられ、録音もされたりしている。2017年には『アンジュのマルゲリータ』が上演されている。リバイバルへの追い風も見受けられる。フランス以外の国の歌手でもフランス語の歌唱を得意とする歌手が増えてきていることはマイアベーアのリバイバルにとって、幸運な要素と言える。その他、ロッシーニ・ルネッサンスの影響でベルカント唱法を身につけた歌手も増えてきているし、マイアベーアのオペラを歌う歌手の出身国も西欧だけでなく、世界各地に広がってきているのも新しい傾向となっている。一例ではあるがグレゴリー・クンデ 、フアン・ディエゴ・フローレス、ブライアン・イーメル、ジョン・オズボーン、マイケル・スパイアーズ、 ディアナ・ダムラウ、パトリツィア・チョーフィ、ミレイユ・ドランシュ、クラウディア・ソロキナといった歌手の活躍が見られる。

## 主なオペラ
- 『イェフタの誓い（英語版）』（Jephtas Gelübde）- 3幕のドイツ語のジングシュピール、1812年初演
- 『主人と客、または真剣に取られた冗談（フランス語版）』（Wirt und Gast, oder Aus Scherz Ernst）- 2幕のドイツ語オペラ、1813年初演、1814年のウィーンでの上演に際して『アリメレク、または二人のカリフ』（Alimelek, oder Die beiden Kalifen） に改編される。
- 『ロミルダとコンスタンツァ（フランス語版）』（Romilda e Costanza）- 2幕のイタリア語オペラ、1817年初演
- 『レスブルゴのエンマ（英語版、フランス語版）』（Emma di Resburgo）- 2幕のイタリア語オペラ、1819年初演
- 『見出されたセミラーミデ（英語版）』（Semiramide Riconosciuta）- 2幕のイタリア語オペラ、1819年初演
- 『アンジュのマルゲリータ（フランス語版、英語版）』（Margherita d'Anjou）- 2幕のイタリア語オペラ、1820年初演、1826年にフランス語による改訂版が上演されている。
- 『グラナダからの亡命者（英語版）』（L'esule di Granata）- 2幕のイタリア語オペラ、1822年初演
- 『エジプトの十字軍』（Il Crociato in Egitto） - 2幕のイタリア語オペラ、1824年初演
- 『悪魔のロベール』（Robert le Diable） - 5幕のフランス語のグランド・オペラ、1831年初演
- 『ユグノー教徒』（Les Huguenots） - 5幕のフランス語のグランド・オペラ、1836年初演
- 『シュレージエンでの野営（フランス語版、英語版）』（Ein Feldlager in Schlesien） - 3幕のジングシュピール、1844年初演
- 『預言者』（Le Prophète） - 5幕のグランド・オペラ、1849年初演、「戴冠式行進曲」、バレエ曲『レ・パティヌール ～スケートをする人々～』（Les Patineurs）を含む。
- 『北極星』（L'étoile du nord）  - 3幕のフランス語のオペラ・コミック、1854年初演
- 『ディノラ』（Dinorah） - 3幕のフランス語のオペラ・コミック、1859年初演
- 『アフリカの女』（L'africaine） - 5幕6場のフランス語のグランド・オペラ、1865年初演